# Libanon op de Olympische Zomerspelen 1972
Libanon nam deel aan de Olympische Zomerspelen 1972 in München, West-Duitsland. Voor het eerst sinds 1952 werd weer een medaille gewonnen.

## Medailleoverzicht
| Sport         | Olympiër(s)       | Onderdeel | Medaille |
| ------------- | ----------------- | --------- | -------- |
| Gewichtheffen | Mohamed Traboulsi | -75kg (m) | Zilver   |

## Deelnemers en resultaten

### Atletiek
| Olympiër     | Discipline | Resultaat | Prestatie               |
| ------------ | ---------- | --------- | ----------------------- |
| Hamze Kassem | 400m (m)   | 53e       | serie 5: 7de in 49,20   |
| Hamze Kassem | 800m (m)   | 45e       | serie 6: 7de in 1.52,5  |
| Hamze Kassem | 1500m (m)  | DNS       | serie 2: niet gestart   |
|              |            |           |                         |
| Hamze Kassem | 400m (v)   | 48e       | serie 5: 7de in 1.05,18 |

### Boksen
| Olympiër        | Discipline | Resultaat | Prestatie                                          |
| --------------- | ---------- | --------- | -------------------------------------------------- |
| Farouk Kesrouan | -71kg (m)  | 17e       | 1ste ronde: vrij 2de ronde: V van IRL Elliott: 0-5 |

### Gewichtheffen
| Olympiër          | Discipline | Resultaat | Prestatie                                                                               |
| ----------------- | ---------- | --------- | --------------------------------------------------------------------------------------- |
| Mohamed Traboulsi | -75kg (m)  | Zilver    | drukken: 1ste met 160kg trekken: 1ste met 140kg stoten: 5de met 172,5kg totaal: 472,5kg |

### Judo
| Olympiër        | Discipline | Resultaat | Prestatie                    |
| --------------- | ---------- | --------- | ---------------------------- |
| Wadih Gosn      | -80kg (m)  | 33e       | 1ste ronde: V van SUI Aubert |
| Antoine Chidiac | -93kg (m)  | 19e       | 1ste ronde: V van NED Bosman |

### Schermen
| Olympiër                                               | Discipline      | Resultaat | Prestatie                                   |
| ------------------------------------------------------ | --------------- | --------- | ------------------------------------------- |
| Ali Chekr                                              | degen (m)       | 61e       | 1ste ronde groep B: 6de met 1 overwinning   |
| Yves Daniel Darricau                                   | degen (m)       | 61e       | 1ste ronde groep G: 6de met 0 overwinningen |
| Ali Sleiman                                            | degen (m)       | 61e       | 1ste ronde groep F: 6de met 1 overwinning   |
| Ali Chekr Yves Daniel Darricau Fawzi Merhi Ali Sleiman | degen team (m)  | 11e       | 1ste ronde groep A: 4de met 0 overwinningen |
| Yves Daniel Darricau                                   | floret (m)      | 50e       | 1ste ronde groep E: 6de met 2 overwinningen |
| Fawzi Merhi                                            | floret (m)      | 51e       | 1ste ronde groep F: 6de met 2 overwinningen |
| Ali Sleiman                                            | floret (m)      | 55e       | 1ste ronde groep C: 7de met 0 overwinningen |
| Ali Chekr Yves Daniel Darricau Fawzi Merhi Ali Sleiman | floret team (m) | 9e        | 1ste ronde groep D: 3de met 0 overwinningen |
| Yves Daniel Darricau                                   | sabel (m)       | 51e       | 1ste ronde groep D: 6de met 0 overwinningen |
| Fawzi Merhi                                            | sabel (m)       | 45e       | 1ste ronde groep C: 6de met 1 overwinning   |

### Schietsport
| Olympiër       | Discipline | Resultaat | Prestatie                             |
| -------------- | ---------- | --------- | ------------------------------------- |
| Antoine Saade  | skeet      | 40e       | 185 punten: (21-25-20-25-24-25-22-23) |
| Maurice Tabet  | skeet      | 54e       | 171 punten: (21-21-21-21-21-22-19-25) |
| Assaad Andraos | trap       | 52e       | 163 punten: (23-21-19-22-18-22-17-21) |
| Elias Salhab   | trap       | 48e       | 170 punten: (18-21-22-21-24-23-22-19) |

### Wielersport
| Olympiër         | Discipline                    | Resultaat | Prestatie                      |
| Baan             | Baan                          | Baan      | Baan                           |
| ---------------- | ----------------------------- | --------- | ------------------------------ |
| Tarek Abou Zahab | individuele achtervolging (m) | 17e       | kwalificatie: 27ste in 5.41,19 |
| Weg              |                               |           |                                |
| Tarek Abou Zahab | wegwedstrijd (m)              | DNF       | niet gefinisht                 |

### Worstelen
| Olympiër              | Discipline  | Resultaat   | Prestatie                                                |
| Vrije stijl           | Vrije stijl | Vrije stijl | Vrije stijl                                              |
| --------------------- | ----------- | ----------- | -------------------------------------------------------- |
| Bachir Hani Abou Assi | -74kg (m)   | 22e         | 1ste ronde: V van SUI Blaser 2de ronde: V van BUL Pavlov |
| Grieks-Romeins        |             |             |                                                          |
| Hassan Bechara        | -100kg (m)  | 8e          | 1ste ronde: G van SUI Lüscher                            |

### Zwemmen
| Olympiër              | Discipline           | Resultaat | Prestatie                |
| --------------------- | -------------------- | --------- | ------------------------ |
| Bruno Bassoul         | 100m vrije slag (m)  | 47e       | serie 2: 7de in 1.00,08  |
| Bruno Bassoul         | 100m schoolslag (m)  | 44e       | serie 3: 7de in 1.19,94  |
| Bruno Bassoul         | 100m vlinderslag (m) | 38e       | serie 1: 8ste in 1.05,45 |
| Bruno Bassoul         | 200m wisselslag (m)  | 37e       | serie 5: 6de in 2.27,78  |
|                       |                      |           |                          |
| Ani Jane Mugrditchian | 100m schoolslag (v)  | 40e       | serie 3: 8ste in 1.29,71 |

Afghanistan · Albanië · Algerije · Amerikaanse Maagdeneilanden · Argentinië · Australië · Bahama's · Barbados · België · Bermuda · Birma · Bolivia · Bondsrepubliek Duitsland · Brazilië · Brits-Honduras · Bulgarije · Canada · Ceylon · Chili · Colombia · Congo-Brazzaville · Costa Rica · Cuba · Dahomey · Denemarken · Dominicaanse Republiek · Duitse Democratische Republiek · Ecuador · Egypte · El Salvador · Ethiopië · Fiji · Filipijnen · Finland · Frankrijk · Gabon · Ghana · Griekenland · Groot-Brittannië · Guatemala · Guyana · Haïti · Hongarije · Hongkong · Ierland · IJsland · India · Indonesië · Iran · Israël · Italië · Ivoorkust · Jamaica · Japan · Joegoslavië · Kameroen · Kenia · Khmerrepubliek · Koeweit · Lesotho · Libanon · Liberia · Liechtenstein · Luxemburg · Madagaskar · Malawi · Maleisië · Mali · Malta · Marokko · Mexico · Monaco · Mongolië · Nederland · Nederlandse Antillen · Nepal · Nicaragua · Nieuw-Zeeland · Niger · Nigeria · Noord-Korea · Noorwegen · Oeganda · Oostenrijk · Opper-Volta · Pakistan · Panama · Paraguay · Peru · Polen · Portugal · Puerto Rico · Roemenië · San Marino · Saoedi-Arabië · Senegal · Singapore · Soedan · Somalië · Sovjet-Unie · Spanje · Suriname · Swaziland · Syrië · Taiwan · Tanzania · Thailand · Togo · Trinidad en Tobago · Tsjaad · Tsjecho-Slowakije · Tunesië · Turkije · Uruguay · Venezuela · Verenigde Staten · Vietnam · Zambia · Zuid-Korea · Zweden · Zwitserland